# Шига Наоја
Шига Наоја (јап. 志賀 直哉, 20. фебруар 1883 – 21. октобар 1971) био je јапански романописац и писац кратких прича током Таишо и Шова периода у Јапану.

## Детињство и младост
Шига Наоја је рођен у граду Ишиномаки у префектури Мијаги. Породица се преселила у Токио када је он имао три године. Мајка му је умрла је када му је било тринаест година, а његов отац се недуго затим поново оженио. Након средње школе похађао је Токијски царски универзитет од 1906. године, међутим, био је осредњи студент и напустио је универзитет без дипломирања.

Шига је потицао из самурајске породице и његово васпитање везано је за школу у којој се упознаје са Мушанокођи Санеацуом са којим остаје близак до краја живота. Имали су слична интересовања и врло блиске ставове о уметности и књижевности. Заједно су основали часопис „Бела бреза” и покрет Ширакабаха. Писао је првенствено кратке приче у којима су емоције, осећања и унутрашња преживљавања била важнија од садржаја приче. Био је један од најистакнутијих представника его белетристика и мајстор писане речи, непревазиђени стилиста са реченицама доведеним до савршенства па се његова проза сматра највишим дометом књижевног стила епохе Таишо. 
- Слике старе куће Шига Наоје

## Књижевно стваралаштво
На књижевно стваралаштво Шиге значајно су утицали породични односи (сукоб са оцем, недопустив са становишта конфуцијанског васпитања) и кратка, али у младости веома снажна, заинтересованост за хришћанство.
Уписао се на Царски универзитет у Токију да студира енглеску књижевност. Касније је уписао студијску групу јапанске књижевности, само да би избегао војну обавезу. Убрзо је одустао од студија и посветио се књижевном животу. Упркос утицају европских писаца, изградио је сопствену поетику приповедања са источњачким сензибилитетом.

### Приповетке
Прво значајније дело Шиге је приповетка „До Абашија” објављена 1908. године када напушта Токијски универзитет са одлуком да се потпуно посвети књижевности. Приповетка „До Абашија” писана је у првом лицу и описује сапутницу у возу. У њој нема ничег сувишног, дати су само кратки, али веома прецизни описи успутних епизода са кратког путовања.
Раскидајући са хришћанством, пошто је оценио да хришћанско учење о греху свега телесног не одговара његовим погледима и карактеру, Шига почиње да тражи свој пут у животу и литератури. О томе пише у приповеткама „Бритва” и „Замагљена свест”, 1911.
Следеће године објављује већу аутобиографску приповетку „Оцу Ђункићи” (Otsu Junkichi,1912) у једном од најпознатијих књижевно-друштвених часописа Јапана Ћуокорон (јап. 中央公論). То је месечни јапански књижевни часопис, први пут основан током Меиђи периода и траје до данас, а седиште је у Токију.
У том делу под измишљеним именима, Шига описује емоционалне односе у својој породици, расправе са хришћанским проповедником и своју љубавну везу.
Исте године објављује приповетке „Смрт мајке и нова мати” (1912) и „За баку” (1912) док „Сеиби и тикве” пише 1913. године. Измирење са оцем Шига описује у новели „Помирење” (1917) која има лирски карактер. Он даје опис ситних појединости, тежећи да пренесе најтананија осећања и промене расположења у сваком тренутку приче. Уопште не сматра за потребно да се брине о занимљивости садржаја. Њега не интересује у датом случају питање сукоба покољења, односа очева и деце, у општем или специфично јапанском случају. Нјегова сфера је емоционални живот хероја. У делу је упечатљиво приказано осећање радости и олакшање које осећа херој после помирења.
Приповетке „Помирење“, „Оцу Ђункићи” и касније написана приповетка „Смрт старије сестре” (1920) јапанска критика посматра као јединствену трилогију посвећену опису односа писца са оцем. У прва два дела, практично се не говори о узроцима који доводе до несугласица. Тек у трећем делу, причи „Смрт старије сестре”, у потпуности се приказују узроци конфликта између оца и сина. Пошто дело у целини није аутобиографског карактера, писац садржају даје већи значај. Односи између оца и сина дати су комплексније. Обојица се међусобно воле, али нико неће да попусти. Драмски ефекат конфликта појачава опис живота и смрти старије сестре приповедача.
Приповетку „Маназуру” Шига пише 1920. године, док 1925.-1926. пише низ аутобиографских приповетки са темом несугласица у породичном животу: „Успомене на Јамашина'у”, „Слепа страст”, „Ситнице”, „Касна јесен”. Тему о породичном животу, неверству и распаду заједоветка „Кунико” написана 1927. године, која слично причи „Смрт старије сестре”, нема аутобиографски карактер, али омогућује писцу да се отвореније изјасни о питању неверства.

### Романи
Признати врхунац стваралаштва Шига Наоја је његов једини роман „Пут кроз тамне ноћи”. Аутор га ствара у дужем временском периоду, од 1921. до 1937. Роман је заснован на аутобиографском материјалу, али је аутор у њега унео читав низ допуна и промена. Главна личност романа је Тоноку Кенсаку, који живи са сазнањем да је дете незаконите везе мајке и деде.
Наоја је смишљено назвао свог јунака: Токито значи препустити времену, а Кенсаку стварати скромношћу. Самим именовањем, писац наговештава личност која тежи складном а не бунтовничком. Радња се постепено развија, пратећи сазревање личности главног јунака, од ране младости, преко трагања за животном сапутницом, до почетка брачног живота. У роману се описије његов живот, тежња да постане писац, женидба, рађање и смрт детета, неверство жене, патња због тога, одлазак у манастир и на крају повратак и опроштај жени. Аутор затвара круг. Кенсаку је успео да савлада последице мајчиног поступка и нашао у себи снагу да се уздигне изнад ситуације.
„Пут кроз тамне ноћи” је лирски роман. Највише простора је посвећено тражењу своје стварне суштине, постепеном откривању у усавршавању индивидуалности. Писац у потпуности игнорише спољашњи свет. У роману се не спомиње ни Први светски рат, ни ратови Јапана на континенту. Кенсаку живи изван политичких и књижевних догађања. Негова осећања и размишљања као да су везана за питање смисла људског живота, али се само један одговор даје у роману: заборави нерешене проблеме, буди веран самом себи и живи у пуном складу са природом.
Шига Наоја је много писао о себи, али је имао и читав низ значајних дела која нису везана за његову биографију. Најпознатија су: „Ханов злочин” (1913), „Бритва”, „Дечаков бог”, „Сеиби и тикве” (1913), „Старац” (1911) и други.
Стваралаштво Шига Наоја по својим уметничким квалитетима и начину прихватања живота, у потпуности задржава националну естетску традицију, без обзира на западну спољашњу форму.

## Одликовања
Шига је одликован орденом културе од стране јапанске владе 1949. године.

## Каснији живот
Током последњих 35 година свог живота повремено се појављивао као гостујући писац у разним књижевним часописима, где се присећао на рано дружење са писцима школе Ширакаба, или на некадашње интересовање за хришћанство, али створио је врло мало нових дела. Умро је од упале плућа, након дуже болести, са осамдесет и осам година. Његов гроб се налази у Токију на гробљу Аојама.
- Гроб Шига Наоје
- Аојама гробље
- Гробље Аојама